# Karl Helbig (Künstler)
Karl Friedrich Gustav Helbig (geboren 15. August 1897 in Bayreuth; gestorben 25. Mai 1951 in Tyresö, Schweden) war ein deutscher Maler und Bildhauer.

## Leben
Karl Helbig war ein Sohn des Möbeltischlers Gustav Helbig und der Babette Bauer.
Nach dem Studium an der Kunstgewerbeschule in Nürnberg und dem Besuch der Vereinigten Staatsschulen für freie und angewandte Kunst in Berlin war er als Silberschmied und freischaffender Künstler tätig. Er wurde Mitglied der Berliner Secession und des KPD-nahen Linkskartells deutscher Geistesarbeiter und freien Berufe.
Nach der Machtübergabe an die Nationalsozialisten floh Helbig 1933 nach Frankreich und von dort nach Dänemark. 1935 oder 1937 ging er nach Schweden, wo er sich im Freien Deutschen Künstlerbund engagierte. Er blieb auch nach dem Ende des Krieges als freischaffender Künstler in Schweden, wo er 1951 Suizid beging. 